# Markus Schneeberger
Markus Schneeberger (Salzburgo, 9 de julio de 1969) es un deportista austríaco que compitió en vela en la clase Soling. Es hermano del también regartista Florian Schneeberger.
Ganó dos medallas en el Campeonato Europeo de Soling, plata en 2002 y oro en 2004.

## Palmarés internacional
| Campeonato Europeo | Campeonato Europeo   | Campeonato Europeo | Campeonato Europeo |
| Año                | Lugar                | Medalla            | Clase              |
| ------------------ | -------------------- | ------------------ | ------------------ |
| 2002               | Castiglione (Italia) | Medalla de plata   | Soling             |
| 2004               | Tønsberg (Noruega)   | Medalla de oro     | Soling             |